# إبراهيم الشاعر
إبراهيم محمود رشيد الشاعر (وُلد في 20 يوليو 1963 في بيت لحم) أكاديمي فلسطيني، يعمل رئيسًا لجامعة القدس المفتوحة منذ عام 2024.

## حياته
وُلد الشاعر في 20 يوليو 1963 إبان فترة الإدارة الأردنية للضفة الغربية في مدينة بيت لحم.
حصل الشاعر على بكالوريوس الآداب في اللغة الإنجليزية ودبلوم في التربية عام 1986 من جامعة بيت لحم، ثم حصل على منحة دراسية من المجلس الثقافي البريطاني عام 1989 لدراسة ماجستير في علم اللغات في جامعة لانكستر البريطانية، كما حصل على منحة دراسية للحصول على شهادة الدكتوراه في اللغويات التطبيقية من جامعة ريدينج البريطانية.
عُين في ديسمبر 2015 وزيرًا للتنمية الاجتماعية في حكومة رامي الحمد الله الثالثة في التعديل الوزاري الثاني.
عُين في 31 أكتوبر 2024 رئيسًا لجامعة القدس المفتوحة.